# Claude de Beauvilliers
Claude Beauvilliers de Saint-Aignan, řeholním jménem jako Claude II., 4. dubna 1573 v La Ferté-Hubert (Loir-et-Cher) – 20. ledna 1626 v Couilly (Seine-et-Marne), byla francouzská benediktinská abatyše a jeptiška a po jistý čas také milenka francouzského krále Jindřicha IV.

## Životopis

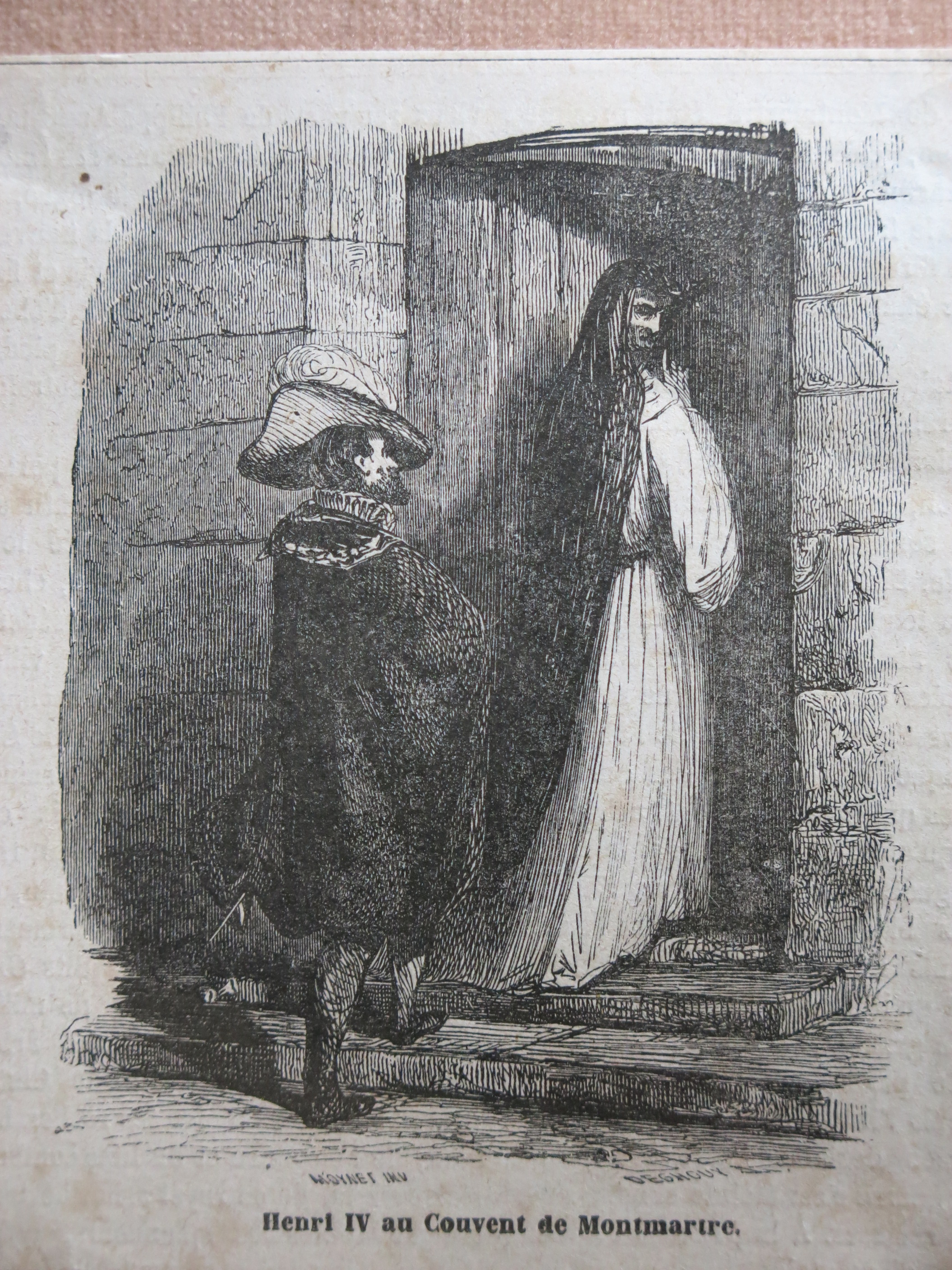
Jindřich IV. v klášteře Montmartre, rytina Léopolda Deghouye podle Jean-Pierre Moyneta.

Claude Beauvilliers se narodila na zámku v La Ferté-Hubert a byla dcerou Clauda II. de Beauvilliers (1542–1583), hraběte de Saint-Aignan, v době jejího narození generálního guvernéra Berry a Anjou, barona de La Ferté-Hubert, de La Salle-lès-Cléry a de Lussay, guvernéra Bourges, a Marie Babou de La Bourdaisière, dvorní dámy Marie Stuartovny v roce 1560, dcery Jeana II., hraběte de Sagonne, velitele dělostřelectva, a Françoise Robertot, paní d'Alluyes.
Claude Beauvilliers byla jako většina šlechtických dcer té doby dána do kláštera k výchově. V jejím případě šlo o opatství Montmartre nedaleko Paříže, kam vstoupila v roce 1575, kde v té době byla abatyší její prateta Catherine de Clermont. Matka abatyše byla Anne de Poitiers, mladší sestra Diane de Poitiers, milenky francouzského krále Jindřicha II. Catherine de Clermont byla jmenována abatyší Jindřichem II. v roce 1548 a poskytla Claude de Beauvilliers velmi dobré vzdělání. Claude se potom v roce 1588 stala jeptiškou poté, co složila řeholní slib. Catherine de Clermont však v té době zvažovala předání postu abatyše své jiné příbuzné, Elisabeth de Crussol, protože Claude de Beauvilliers byla na takový post stále příliš mladá. Jenže Catherine de Clermont zemřela již 11. září 1589 a jeptišky si zvolily Claude de Beauvilliers jako 37. abatyši. Ta tak na sebe vzala velkou odpovědnost za řízení jednoho z nejbohatších opatství v Paříži. Úřední potvrzení o převzetí postu abatyše však nikdy kvůli občanské válce nedostala.
Na začátku května 1590 se Jindřich IV. rozhodl obléhat Paříž, která byla věrná katolické lize a vévodovi de Mayenne, který odmítl uznat Jindřicha IV. za francouzského krále, protože byl stále protestantem. Jeho postup však nebyl úspěšný, tak se rozhodl pro změnu strategie. Nechal přesunout část dělostřelectva na výšinu Montmartre, své velitelství si zřídil v opatství. Právě tam se setkal s abatyší Claude de Beauvilliers. Podle historika Henri Sauvala byla abatyše králi zavázána splněním jejího přání a tak se následně stala jeho milenkou. Odešla potom spolu s králem a žila s ním dokud jej jeho povinnosti nepřivedli do královského opatství Longchamp, kde pro změnu svedl jeptišku Catherine de Verdun.
V srpnu 1590 povolal král Claude de Beauvilliers zpět k sobě. Jenže potom se Jindřich dozvěděl, že Pařížanům přichází na pomoc v čele španělské armády vévoda z Parmy. Jindřich proto na tři měsíce z Paříže ustoupil do Senlis. V té době došlo k tomu, že se Jindřich chlubil krásou své milenky vévodovi de Bellegarde, Ten však oponoval, že jeho milenka je stejně krásnější. Král jej proto požádal, aby mu svou milenku představil. Bellegarde tak skutečně učinil a Jindřich se do ní okamžitě zamiloval. Byla to Gabrielle d'Estrées, sestřenice jeho milenky.
Claude de Beauvilliers potom opustila Senlis a vrátila se do opatství Montmartre. V té době mělo opatství Montmartre pověst nevěstince, protože nemajetné jeptišky, které neměly co jíst, provozovaly prostituci, aby přežily. Král jí proto slíbil, že jí dá do správy jiné opatství, stejně jako Catherine de Verdun. Panovník svůj slib dodržel a v roce 1594 jí dal do správy opatství Pont-aux-Dames, kde nahradila Isabelle de Chabannes, která tam byla abatyší mezi roky 1551 a 1590.
V opatství Montmartre byla až do roku 1597 abatyší Catherine Havard, kdy Jindřich IV. jmenoval novou abatyší sestru Claude, Marii Catherine de Beauvilliers. Ta měla pověst světice a zreformovala opatství do hloubky spočívající nejen v opravách budov, ale i v sanacích lidských duší. Claude de Beauvilliers nechala provést mnohé úpravy ve svém novém opatství, kde žila až do své smrti 20. ledna 1626. Byla pohřbena při klášterním kostele opatství Pont-aux-Dames. Její hrobka opřená o zeď nesla následující nápis: „Zde leží sestra Claude Beauvilliers de Saint-Aignan, abatyše tohoto místa, kde po třicet pět let směřovala veškerou svou práci ke slávě Boží, ke cti svého řádu a k dobru svého domu, tohoto kláštera. Ten zprvu zchátralý a zbořený, díky ní zavedl kázeň a výukou slov i příklady velké množství dcer přijal do svého lůna. Modleme se za její duši.“

## Sourozenci
Claude de Beauvilliers, hrabě de Saint-Aignan, guvernér Berry a Anjou, se v roce 1560 oženil s Marií Babou de La Boudaisière, dcerou Jeana Babou, rytíře de La Boudaisière, barona de Sagonne, místodržícího v Touraine, a Marie Gaudin. Měli spolu tyto děti:
- Hercule de Beauvilliers – zemřel ve Flandrech ve službách krále v roce 1583
- Leonardo zemřel v mládí, svobodný a bez potomků
- Honarat (1579–1622) – je dalším pokračovatelem rodu
- Anne (1566–1636), její 1. manžel byl Ory du Châtel, baron d'Evilly, a 2. manžel Pierre Forget, ministr zahraničí, pan de Fresne; zemřela bezdětná
- Claude (1573–1626), abatyše z Montmartru a Pont-aux-Dames ;
- Marie (1574–1657), abatyše z Montmartru až do své smrti;
- Françoise (1580–1624), abatyše v opatství Avenay, Saint-Pierre de Lyon, Val d'Or od roku 1609 do roku 1624.